# Savigny-le-Temple
Savigny-le-Temple är en kommun i departementet Seine-et-Marne i regionen Île-de-France i norra Frankrike. Kommunen ligger i kantonen Savigny-le-Temple som tillhör arrondissementet Melun. År 2022 hade Savigny-le-Temple 30 630 invånare.
Savigny-le-Temple är vänort med Tyresö kommun, Stockholms län.

## Befolkningsutveckling
Antalet invånare i kommunen Savigny-le-Temple
| Referens: INSEE |